# Universidade do Estado da Califórnia
A Universidade do Estado da Califórnia (CSU) (em inglês:  California State University) é uma universidade pública estadunidense situada no estado da Califórnia. Composta de 23 campus e 8 centros de ensinos independentes, o sistema universitário, que é o maior dos Estados Unidos, possui aproximadamente 485.000 estudantes matriculados e 55.000 funcionários. A Universidade do Estado da Califórnia é um dos três sistemas de ensinos superior na Califórnia. A sede da CSU é localizada no endereço 402 Golden Shore, em Long Beach.